# Ganbarion
Ganbarion es una compañía japonesa de videojuegos fundada el 13 de agosto de 1999. Su función és la planificación/desarrollo de software relacionado con videojuegos. Los mayores clientes de Ganbarion son NAMCO BANDAI Games Inc. y Nintendo Co., Ltd..
Sus videojuegos más notables son Jump Super Stars y Jump Ultimate Stars.

## Videojuegos creados por Ganbarion
- From TV Animation: One Piece Grand Battle! (2001) (Solo en Japón)[2]
- From TV Animation: One Piece Grand Battle! 2 (2002) (Solo en Japón)[3]
- Azumanga Donjara Daioh (2002) (Solo en Japón)[4]
- One Piece Grand Battle 3! (2003) (Solo en Japón)[5]
- Vattroller X (2004) (Solo en Japón)[6]
- One Piece Grand Battle! (2005) (Conocido como "Grand Battle Rush" en Japón)[7]
- Jump Super Stars (2005)[8]
- One Piece: Grand Adventure (2006)
- Jump Ultimate Stars (2006)[9]
- One Piece: Unlimited Adventure (2007)[10]
- One Piece: Unlimited Cruise (2008-2009)[11][12]
- One Piece: Gigant Battle (2010)[13]
- Pandora's Tower (2011)[14]
- Issho ni Asobou! Dream Theme Park (2011)  (conocido como "Family Trainer: Magical Carnival" en Europa y "Active Life: Magical Carnival" en USA)
- Wii Fit U (2013, codesarrollado con Nintendo EAD)
- One Piece: Unlimited World RED (2014)
- One Piece: Super Grand Battle! X (2014) (Solo en Japón)
- World Trigger: Smash Borders (2015) (Solo en Japón)
- Golondia (2015)
- Dragon Ball Fusions (2016)
- Shurado (2017)
- One Piece: World Seeker (2019)
- Engawa Danshi to Kemono Tan (2021)